# Jacques Peschier
Jacques Peschier (* 6. Juli 1769 in Genf; † 7. Januar 1832 ebenda) war ein Schweizer Apotheker und Chemiker.

## Werdegang
Seine Eltern waren der Apotheker Charles-Antoine Peschier (1738–1828) und Jacqueline Laurens. Seine Vorfahren waren um 1700 als hugenottische Glaubensflüchtlinge aus Bagnols-sur-Cèze im Languedoc gekommen.
Er studierte in Genf ab 1786 Philologie und ab 1788 Philosophie. In Berlin studierte er Pharmazeutik und Chemie. 1795 legte er in Genf sein Apothekerexamen ab. 1796 heiratete er Jeanne-Claire Fazy, die Tochter des Indiennefabrikanten Jean-Louis Fazy.
1817 übernahm er die väterliche Apotheke in der Grand-Rue 15 in Genf. Er stellte ein Farnkrautwurzelextrakt her, mit dem er erfolgreich den Bandwurm bekämpfte. Er entdeckte die Aconitsäure, isolierte Ratanhia-Gerbsäure und Titan, analysierte die Mineralquellen von Schinznach und Yverdon und untersuchte die Wirkung der Säuren auf Salicin. Er repetierte das Experiment von Antoine Laurent de Lavoisier, bei dem durch Glühen von Quecksilberkalk Sauerstoff entstand.

## Mitgliedschaften
- Société d’Histoire naturelle ou Société de Physique et d’Histoire naturelle de Geneve (SPHN); ab 1816
- Société pour l’Encouragement des Arts ou Société des Arts (SA); ab 1819
- Société Helvitique des Sciences naturelles (SHSN)
- Société medicale de Geneve (SMG)
- Société de Pharmacie de Paris (SPP)